# 大山耕二
大山 耕二（おおやま こうじ、1949年（昭和24年）9月29日 - ）は、日本の建設・国土交通技官、政治家。元中津川市長（2期）。

## 来歴
岐阜県中津川市出身。中津川市立西小学校、中津川市立第一中学校、岐阜県立中津高等学校、名古屋大学工学部土木工学科卒業。1975年3月、名古屋大学大学院工学研究科修士課程修了。同年4月、建設省に入省。1992年4月、豊田市助役に就任。1999年、和歌山県土木部長に就任。その後、名古屋国道事務所長などを経て、2003年7月、国土交通省中部地方整備局副局長に就任。
2004年4月18日に行われた中津川市長選挙に自民党・民主党・公明党の推薦を受けて立候補。現職の中川鮮を破り、初当選を果たした。
2005年2月13日、長野県木曽郡山口村を含む周辺8市町村を巻き込んだ合併を果たした。
2008年4月20日、返り咲きを目指した元職の中川鮮ら2候補を破り再選。在職中、岐阜県産直住宅協会会長、中津川市・恵那郡北部町村合併協議会会長、中津川市・山口村合併協議会会長などの要職を歴任した。

### リコール運動、市長辞職、市長選出馬
2011年
- 7月15日 - 図書館建設計画と汚水処理施設共同整備事業（MICS）の苗木地区への建設に反対する市民団体「なかつがわ一新の会」が、大山のリコール（解職請求）の署名集めを行う受任者の募集を開始した[4]。
- 8月2日 - 市議会の超党派市議10人と元市議3人が大山リコールの署名活動に参加することが報道によって明らかとなった[5]。
- 8月22日 - 「なかつがわ一新の会」は解職請求書と解職請求代表者証明書の交付を求める申請書を市選管に提出[6]。
- 8月26日 - 「なかつがわ一新の会」は、現職市議10人と元市議3人で構成される「新図書館建設に反対する超党派議員の会」の協力を得て、署名活動を開始した[7]。
- 9月28日 - 市議会定例会が開かれ、計11億2,495万円の新図書館建設工事請負契約締結議案が賛成12、反対11の1票差で可決された[8]。
- 10月20日 - 市選挙管理委員会は、有効署名は3万545人だったと発表。
- 10月21日 - 有効署名が住民投票に必要な有権者の3分の1（2万2,492人）を上回ったため、この日から7日間の署名簿の縦覧が行われた[9][10]。
- 11月1日 - 「なかつがわ一新の会」は解職請求書を市選管に提出した[11]。
- 11月29日 - 大山は12月22日をもって市長を辞任することを表明した[12]。
- 12月2日 - 大山は辞職届を提出。
- 12月5日 - 大山が辞職届を提出したたため、実際には行われない見通しのもと、市長の解職を問う住民投票が告示された[13]。
- 12月22日 - 市議会閉会。大山は同日付で辞職[14]。

2012年
- 1月22日 - 中津川市長選挙執行。立候補した大山は元農協役員の青山節児に敗れ、次点で落選[15]。